# Darevskia brauneri
Darevskia brauneri es una especie de lagarto del género Darevskia, familia Lacertidae. Fue descrita científicamente por Méhely en 1909.
Habita al sur de Rusia, en vertientes septentrionales del Cáucaso occidental y central, parte occidental del precáucaso, región de Krasnodar.